# Heteropoda variegata
Heteropoda variegata là một loài nhện trong họ Sparassidae.
Loài này thuộc chi Heteropoda. Heteropoda variegata được Eugène Simon miêu tả năm 1874.